# ファガラシュ
ファガラシュ（ルーマニア語: Făgăraş）は、ルーマニア中央部のブラショフ県に属する都市。ドイツ語やハンガリー語ではフォガラシュ（Fogarasch、Fogaras）とも呼ばれる。オルト川に面し、人口は2004年の時点で3万5400人。
要塞、ラドゥ・ネグル高校、改革派教会、カトリック教会などの観光スポットがある。

## 地名
地名の謂れにはルーマニア語で「砂浜」という意味するfagからという説や、1310年ごろに要塞造営に携わった農民に対して木の貨幣が支払われたという伝説にちなみ、ハンガリー語で「木」を意味するfaと「カネ」という意味のgarasが組み合わさったという説がある。しかし、スラヴの言葉で「山」を意味するgoraから派生したというのがその地勢や南カルパチア山脈に近いことからして有力とされる。

## 歴史
中世にはアムラシュと共にトランシルヴァニア内のルーマニア飛び地であった。このことは1222年にハンガリー王アンドラーシュ2世が公布した文書に「フォガラス地方のヴラフ人の地」として記されている。1241年から1242年のタタール人による侵略の後にトランシルヴァニア・ザクセン人が入植した。1369年にラヨシュ1世が家臣のワラキア公ヴラジスラフ1世にファガラシュの荘園を与えてから、1464年まで代々のワラキア公が支配した。
ワラキア公時代を除いて、町には多くのハンガリー王の荘園が存在した。トランシルヴァニア公ベトレン・ガーボルの治世下（1613年 - 1629年）に要塞が再建され、王国南部の経済モデル都市になると「女王の都」との異名を持つハンガリーのヴェスプレームと同等の価値があるとされ、トランシルヴァニア公の妃が代々暮らし始めた。1658年にはラーコーツィ・ジェルジ1世の妃、ロラーントフィー・ジュジャンナによってヴラフ人（ルーマニア人）学校が開校した。これらの妃のなかで最も有名とされるのはかつて孤児だったベトレン・カタ（1700年 - 1759年）で、死後は改革派教会の表に埋葬された。その教会には今でも家紋の刺繍が入った黄絹製の結婚衣装など、彼女の貴重な遺品が保管されている。
アパフィ・ミハーイ1世などの治世下で議会が置かれた。
町の教会は1715年から1740年ごろに建てられた。1909年に開学したラドゥ・ネグル高校は元々ハンガリー語の中学校で、バビチ・ミハーイも一時期教鞭をとった。
町には「要塞を去ったネグル・ヴォダが南のトランシルヴァニアアルプス山脈を越え、ワラキア公国を建国した」という言い伝えが残る（通説では14世紀にバサラブ1世が建国した）。要塞は12世紀後期にはまだ木造だったが、14世紀に石造りに改築された。
20世紀に入り、ルーマニアに共産主義体制が勃興するとファガラシュ城は接収され政治犯収容所となったが、1989年の体制崩壊後に復元され、現在は博物館と図書館になっている。
地域経済は革命とその後の改革によってかなり脆弱になっており、イタリア、スペイン、アイルランドなどに出稼ぎに出る者もいる。